# 二铋化三铯
二铋化三铯是一种无机化合物，化学式为Cs3Bi2。它可由铋和铯反应制得。它难溶于二甲基甲酰胺（DMF）、乙二胺或含2,2,2-crypt的乙二胺中，但在18-冠-6的存在下可溶于DMF中。